# العلاقات الآيسلندية الكونغوية
العلاقات الآيسلندية الكونغولية هي العلاقات الثنائية التي تجمع بين آيسلندا وجمهورية الكونغو.

## مقارنة بين البلدين
هذه مقارنة عامة ومرجعية للدولتين:
| وجه المقارنة                                              | آيسلندا          | [[تصنيف:صفحات تستخدم رمز علم غير موجود\|]] جمهورية الكونغو |
| --------------------------------------------------------- | ---------------- | ---------------------------------------------------------- |
| المساحة (كم2)                                             | 103.00 ألف       | 342.00 ألف                                                 |
| عدد السكان (نسمة)                                         | 317.35 ألف       | 5.26 مليون                                                 |
| الكثافة السكانية (ن./كم²)                                 | 3.08             | 15.38                                                      |
| العاصمة                                                   | ريكيافيك         | برازافيل                                                   |
| اللغة الرسمية                                             | اللغة الآيسلندية | لغة فرنسية                                                 |
| العملة                                                    | كرونة آيسلندية   | فرنك وسط أفريقي                                            |
| الناتج المحلي الإجمالي (بليون دولار)                      | 23.91 مليار      | 8.72 مليار                                                 |
| الناتج المحلي الإجمالي (تعادل القوة الشرائية) بليون دولار | 15.79 مليار      | 29.48 مليار                                                |
| الناتج المحلي الإجمالي الاسمي للفرد دولار أمريكي          | 50.17 ألف        | 1.85 ألف                                                   |
| الناتج المحلي الإجمالي للفرد دولار أمريكي                 | 46.55 ألف        |                                                            |
| مؤشر التنمية البشرية                                      | 0.899            | 0.591                                                      |
| رمز المكالمات الدولي                                      | +354             | +242                                                       |
| رمز الإنترنت                                              | .is              | .cg                                                        |
| المنطقة الزمنية                                           | 00، أوروبا/لندن ‏ | ت ع م+01:00                                                |

## منظمات دولية مشتركة
يشترك البلدان في عضوية مجموعة من المنظمات الدولية، منها:
| علم المنظمة | اسم المنظمة                               | تاريخ انضمام آيسلندا | تاريخ انضمام جمهورية الكونغو |
| ----------- | ----------------------------------------- | -------------------- | ---------------------------- |
|             | البنك الدولي للإنشاء والتعمير             | 27 ديسمبر 1945       | 10 يوليو 1963                |
|             | يونسكو                                    | 8 يونيو 1964         | 24 أكتوبر 1960               |
|             | منظمة التجارة العالمية                    | ?                    | ?                            |
|             | وكالة ضمان الاستثمار متعدد الأطراف        | 25 سبتمبر 1998       | 16 أكتوبر 1991               |
|             | منظمة الشرطة الجنائية الدولية             | ?                    | ?                            |
|             | مؤسسة التمويل الدولية                     | 20 يوليو 1956        | 1 أكتوبر 1980                |
|             | الأمم المتحدة                             | 19 نوفمبر 1946       | 20 سبتمبر 1960               |
|             | مؤسسة التنمية الدولية                     | 19 مايو 1961         | 8 نوفمبر 1963                |
|             | الفريق المعني برصد الأرض                  | ?                    | ?                            |
|             | منظمة حظر الأسلحة الكيميائية              | ?                    | ?                            |
|             | المركز الدولي لتسوية المنازعات الاستشارية | 14 أكتوبر 1966       | 14 أكتوبر 1966               |

## وصلات خارجية
- موقع وزارة الخارجية الآيسلندية